# Millington, Tennessee
Millington är en ort i Shelby County i delstaten Tennessee, USA.